# デュナミス
デュナミス（希: dynamis, dunamis）とは、能力・可能態・潜勢態の意味を持つ、アリストテレスの哲学の中心をなす概念である。
『自然学』などで解説された。事物の生成とは可能的なものが現実的なものに発展することであるとアリストテレスは考えた。たとえば、まだ花でないものとしての種子（可能的なもの）は、発展することで花（現実的なもの）となる。このような時に前者を「デュナミス」、後者を「エネルゲイア」と呼ぶ
。この両概念は「質料」と「形相」の概念とも関係している。形相と結びつきうるものとしての質料（可能態）は、すでに両者の結びついた個物（現実態）として現実に存在するものとなる。さらに、その可能性を完全に実現して、その目的に到っている状態のことを「エンテレケイア」と呼んだ
。可能性（可能態）に対する実現化ゆえ、これは「デュナミス」と対になる語である。即ち、デュナミスはエネルゲイアと、さらにはエンテレケイアと相対を成す概念であると言える。